# Conops curtirostris
Conops curtirostris är en tvåvingeart som beskrevs av Krober 1916. Conops curtirostris ingår i släktet Conops och familjen stekelflugor. Inga underarter finns listade i Catalogue of Life.